# Álex Zalaya
Pedro Alejandro 'Álex' Zalaya Galardón (Zaragoza, España, 29 de abril de 1998) es un futbolista español que juega de defensa en el Racing Club de Ferrol de la Primera Federación.

## Trayectoria
Nacido en Zaragoza, Aragón, representó al Real Zaragoza como juvenil. Debutó como con el filial el 28 de agosto de 2016, siendo titular en la victoria por 4-2 en casa de la Tercera División de España contra el C. D. Belchite 97.
Debutó como profesional el 7 de septiembre de 2016, entrando como sustituto en la segunda parte de su compañero canterano Jorge Pombo en la derrota por 1-2 en casa contra el Real Valladolid en la Copa del Rey. El 6 de junio del año siguiente, tras lograr el ascenso a la Segunda División B, fue ascendido al primer equipo.
El 31 de julio de 2018 pasó a otro equipo de reserva, el Real Sporting de Gijón "B" de tercera división. El 17 de agosto de 2021 acordó un contrato con el U. E. Cornellà de la Primera División RFEF.
El 1 de septiembre de 2022, se incorporó al F. C. Barcelona Atlètic con un contrato de un año.
El 23 de julio de 2023, firma por el Real Murcia Club de Fútbol de la Primera Federación.
El 1 de julio de 2025, pasa a formar parte de la plantilla de Racing Club de Ferrol, de la Primera Federación.

## Estadísticas

### Clubes
Actualizado al último partido disputado el 4 de agosto de 2025.
| Club                                | Div.       | Temporada  | Liga  | Liga  | Copas nacionales | Copas nacionales | Copas internacionales | Copas internacionales | Total | Total |
| Club                                | Div.       | Temporada  | Part. | Goles | Part.            | Goles            | Part.                 | Goles                 | Part. | Goles |
| ----------------------------------- | ---------- | ---------- | ----- | ----- | ---------------- | ---------------- | --------------------- | --------------------- | ----- | ----- |
| Real Zaragoza "B" · España          | 3.ª        | 2016-17    | 34    | 2     | ―                | ―                | ―                     | ―                     | 34    | 2     |
| Real Zaragoza "B" · España          | 2.ª B      | 2017-18    | 24    | 1     | ―                | ―                | ―                     | ―                     | 24    | 1     |
| Real Zaragoza "B" · España          | Total club | Total club | 58    | 3     | 0                | 0                | 0                     | 0                     | 58    | 3     |
| Real Zaragoza · España              | 2.ª        | 2016-17    | 0     | 0     | 1                | 0                | ―                     | ―                     | 0     | 0     |
| Real Zaragoza · España              | 2.ª        | 2017-18    | 0     | 0     | 1                | 0                | ―                     | ―                     | 0     | 0     |
| Real Zaragoza · España              | Total club | Total club | 0     | 0     | 2                | 0                | 0                     | 0                     | 2     | 0     |
| Real Sporting de Gijón "B" · España | 2.ª B      | 2018-19    | 26    | 0     | ―                | ―                | ―                     | ―                     | 26    | 0     |
| Real Sporting de Gijón "B" · España | 2.ª B      | 2019-20    | 2     | 0     | ―                | ―                | ―                     | ―                     | 2     | 0     |
| Real Sporting de Gijón "B" · España | 2.ª B      | 2020-21    | 21    | 3     | ―                | ―                | ―                     | ―                     | 21    | 3     |
| Real Sporting de Gijón "B" · España | Total club | Total club | 49    | 3     | 0                | 0                | 0                     | 0                     | 49    | 3     |
| Real Sporting de Gijón · España     | 2.ª        | 2020-21    | 0     | 0     | 1                | 0                | ―                     | ―                     | 1     | 0     |
| Real Sporting de Gijón · España     | Total club | Total club | 0     | 0     | 1                | 0                | 0                     | 0                     | 1     | 0     |
| U. E. Cornellà · España             | 1.ª F      | 2021-22    | 36    | 1     | 0                | 0                | ―                     | ―                     | 36    | 1     |
| U. E. Cornellà · España             | Total club | Total club | 36    | 1     | 0                | 0                | 0                     | 0                     | 36    | 1     |
| F. C. Barcelona Atlètic · España    | 1.ª F      | 2022-23    | 22    | 0     | ―                | ―                | ―                     | ―                     | 22    | 0     |
| F. C. Barcelona Atlètic · España    | Total club | Total club | 22    | 0     | 0                | 0                | 0                     | 0                     | 22    | 0     |
| Real Murcia C. F. · España          | 1.ª F      | 2023-24    | 8     | 0     | ―                | ―                | ―                     | ―                     | 8     | 0     |
| Real Murcia C. F. · España          | Total club | Total club | 8     | 0     | 0                | 0                | 0                     | 0                     | 8     | 0     |
| C. D. Atlético Baleares · España    | 1.ª F      | 2023-24    | 11    | 0     | ―                | ―                | ―                     | ―                     | 11    | 0     |
| C. D. Atlético Baleares · España    | Total club | Total club | 11    | 0     | 0                | 0                | 0                     | 0                     | 11    | 0     |
| Ourense C. F. · España              | 1.ª F      | 2024-25    | 31    | 2     | 4                | 4                | ―                     | ―                     | 35    | 0     |
| Ourense C. F. · España              | Total club | Total club | 31    | 2     | 0                | 0                | 0                     | 0                     | 2     | 0     |
| Racing de Ferrol · España           | 1.ª F      | 2024-25    | 0     | 0     | -                | -                | ―                     | ―                     | 0     | 0     |
| Racing de Ferrol · España           | Total club | Total club | 31    | 2     | 0                | 0                | 0                     | 0                     | 2     | 0     |